# Polejki Leśne
Polejki Leśne ist ein Ort in der polnischen Woiwodschaft Ermland-Masuren. Er gehört zur Gmina Jonkowo (Landgemeinde Jonkendorf) im Powiat Olsztyński (Kreis Allenstein).

## Lage
Polejki Leśne liegt im Westen der Woiwodschaft Ermland-Masuren, etwa 15 Kilometer nordwestlich der Stadt Olsztyn (deutsch Allenstein). Die Siedlung ist nur auf nicht ausgebauten Wegen zu erreichen.

## Geschichte
Belege über Entstehung und Geschichte der Osada leśna (= „Waldsiedlung“) liegen nicht vor. So kann es sein, dass der kleine Ort erst nach 1945 entstanden ist und somit auch keine deutsche Namensform hat. Drei unscheinbare Gebäude kennzeichnen den wohl von der Forstwirtschaft bestimmten Ort.
Kirchlich wird Polejki Leśne nach Olsztyn (evangelischerseits) bzw. nach Jonkowo mit der Filialkirche in Łomy (römisch-katholischerseits) ausgerichtet sein.